# Страница (рачунарска меморија)
Страница, меморијска страница или виртуелна страница је контигуозни блок виртуелне меморије фиксне дужине. Најмања јединица података за:
- додела меморије коју извршава оперативни систем за програм
- трансфер између главне меморије и једног помоћног похрамбеног простора, као што је хард диск

Виртуелна меморија омогућава да се може адресирати и користити страница која се тренутно не налази у главној меморији. Уколико програм покуша да приступи локацији у таквој страници, генерише изузетак који се зове грешка на страници. Опрема или оперативни систем, онда добија обавештење и аутоматски учитава захтевану страницу из помоћног спремишног простора. Програм који адресира меморију не зна за грешку у страници нити за процес који ју је прати. На тај начин, програм може контактирати више (виртуелних) РАМ-а него што их физички постоји на рачунару.
Трансфер страница између главне меморије и помоћног простора као што је тврди диск назива се страничење (енг. paging, swapping).